# Chinnepalli, Chintamani
Chinnepalli là một làng thuộc tehsil Chintamani, huyện Kolar, bang Karnataka, Ấn Độ.